# Tim Powers
Timothy Thomas Powers (* 29. února 1952 Buffalo) je americký spisovatel sci-fi a fantasy literatury. 

## Životopis
Narodil se 29. února 1952 v Buffalu. Od sedmi let žije v San Bernardinu v Kalifornii. Zde zakončil v roce 1976 studium anglického jazyka.
Většina Powersových románů je založena na skutečných historických událostech kombinovaných s autorovou fantazií. Stejně tak se zde setkávají fiktivní postavy se skutečnými.

### Romány
- 1976
  - The Skies Discrowned (později přepracováno na Forsake the Sky)
  - An Epitaph in Rust (také Epitaph in Rust)
- 1979 The Drawing of the Dark (česky Stáčení temného piva, Talpress 1999, Laser 2006) – Příběh se odehrává v roce 1529 ve Vídni obléhané Turky. Dochází zde ke střetu magických sil Západu a Východu.
- 1983 The Anubis Gates (česky Brány Anubisovy, Najáda 1996, Laser 2005)
- 1987 On Stranger Tides (česky Plout na vlnách podivna, Laser 2007)